# Yorbe Vertessen
Yorbe Vertessen (Tienen, 8 gennaio 2001) è un calciatore belga, attaccante del Salisburgo.

## Caratteristiche tecniche
È un centravanti.

## Carriera

### Club
Cresciuto nel settore giovanile del PSV, debutta in prima squadra il 13 dicembre 2020 in occasione dell'incontro di Eredivisie vinto 2-1 contro l'Utrecht. Segna i suoi primi due gol il 2 maggio 2021 contro l’Heerenveen e il 13 dello stesso mese contro il PEC Zwolle.
Inizia la stagione seguente segnando uno dei quattro gol nella vittoria netta contro l'Ajax nella Supercoppa. 
Il 1 febbraio 2024 passa all'1. Fußballclub Union Berlin a completare il reparto offensivo della squadra dopo la partenza di Kevin Behrens.

### Nazionale
Ha giocato nelle nazionali giovanili belghe Under-15, Under-16, Under-17, Under-18, Under-19 ed Under-21.

## Statistiche

### Presenze e reti nei club
Statistiche aggiornate al 24 maggio 2025.
| Stagione             | Squadra              | Campionato           | Campionato | Campionato | Coppe nazionali | Coppe nazionali | Coppe nazionali | Coppe continentali | Coppe continentali | Coppe continentali | Altre coppe | Altre coppe | Altre coppe | Totale | Totale | Totale |
| Stagione             | Squadra              | Comp                 | Pres       | Reti       | Comp            | Pres            | Reti            | Comp               | Pres               | Reti               | Comp        | Pres        | Reti        | Pres   | Reti   |        |
| -------------------- | -------------------- | -------------------- | ---------- | ---------- | --------------- | --------------- | --------------- | ------------------ | ------------------ | ------------------ | ----------- | ----------- | ----------- | ------ | ------ | ------ |
| 2019-2020            | Jong PSV             | ED                   | 9          | 4          | -               | -               | -               | -                  | -                  | -                  | -           | -           | -           | 9      | 4      |        |
| 2020-2021            | Jong PSV             | ED                   | 5          | 1          | -               | -               | -               | -                  | -                  | -                  | -           | -           | -           | 5      | 1      |        |
| Totale Jong PSV      | Totale Jong PSV      | Totale Jong PSV      | 14         | 5          | -               | -               | -               | -                  | -                  | -                  | -           | -           | -           | 14     | 5      |        |
| 2020-2021            | PSV                  | E                    | 15         | 2          | CO              | 1               | 0               | UEL                | 2                  | 0                  | -           | -           | -           | 18     | 2      |        |
| 2021-2022            | PSV                  | E                    | 24         | 6          | CO              | 4               | 0               | UCL+UEL+UECL       | 5+6+3              | 0+1+1              | SO          | 1           | 1           | 43     | 9      |        |
| 2022-gen. 2023       | PSV                  | E                    | 8          | 0          | CO              | 1               | 0               | UEL                | 3                  | 2                  | -           | -           | -           | 12     | 2      |        |
| gen.-giu. 2023       | Union Saint-Gilloise | D1                   | 9+6        | 3+0        | CB              | 2               | 0               | UEL                | 3                  | 1                  | -           | -           | -           | 20     | 4      |        |
| 2023-gen. 2024       | PSV                  | E                    | 17         | 3          | CO              | 2               | 1               | UCL                | 9                  | 1                  | SO          | 1           | 0           | 29     | 5      |        |
| Totale PSV           | Totale PSV           | Totale PSV           | 64         | 11         |                 | 8               | 1               |                    | 28                 | 5                  |             | 2           | 1           | 102    | 18     |        |
| gen.-giu. 2024       | Union Berlino        | BL                   | 13         | 3          | CG              | -               | -               | UCL                | -                  | -                  | -           | -           | -           | 13     | 3      |        |
| 2024-gen. 2025       | Union Berlino        | BL                   | 17         | 1          | CG              | 2               | 1               | -                  | -                  | -                  | -           | -           | -           | 19     | 2      |        |
| Totale Union Berlino | Totale Union Berlino | Totale Union Berlino | 30         | 4          |                 | 2               | 1               |                    | -                  | -                  |             | -           | -           | 32     | 5      |        |
| gen.-giu. 2025       | Salisburgo           | BL                   | 16         | 5          | CA              | -               | -               | UCL                | -                  | -                  | -           | -           | -           | 16     | 5      |        |
| Totale carriera      | Totale carriera      | Totale carriera      | 139        | 28         |                 | 12              | 2               |                    | 31                 | 6                  |             | 2           | 1           | 184    | 37     |        |

### Cronologia presenze e reti in nazionale
| Cronologia completa delle presenze e delle reti in nazionale ― Belgio under 21 | Cronologia completa delle presenze e delle reti in nazionale ― Belgio under 21 | Cronologia completa delle presenze e delle reti in nazionale ― Belgio under 21 | Cronologia completa delle presenze e delle reti in nazionale ― Belgio under 21 | Cronologia completa delle presenze e delle reti in nazionale ― Belgio under 21 | Cronologia completa delle presenze e delle reti in nazionale ― Belgio under 21 | Cronologia completa delle presenze e delle reti in nazionale ― Belgio under 21 | Cronologia completa delle presenze e delle reti in nazionale ― Belgio under 21 |
| Data                                                                           | Città                                                                          | In casa                                                                        | Risultato                                                                      | Ospiti                                                                         | Competizione                                                                   | Reti                                                                           | Note                                                                           |
| ------------------------------------------------------------------------------ | ------------------------------------------------------------------------------ | ------------------------------------------------------------------------------ | ------------------------------------------------------------------------------ | ------------------------------------------------------------------------------ | ------------------------------------------------------------------------------ | ------------------------------------------------------------------------------ | ------------------------------------------------------------------------------ |
| 21-6-2023                                                                      | Tbilisi                                                                        | Belgio under 21                                                                | 0 – 0                                                                          | Paesi Bassi under 21                                                           | Europeo Under-21 2023 - 1º turno                                               | -                                                                              | 46’                                                                            |
| Totale                                                                         |                                                                                | Presenze                                                                       | 1                                                                              |                                                                                | Reti                                                                           | 0                                                                              |                                                                                |

## Palmarès

### Club

#### Competizioni nazionali
- Coppa dei Paesi Bassi: 1

PSV: 2021-2022
- Supercoppa dei Paesi Bassi: 2

PSV: 2021, 2023

### Individuale
- Capocannoniere del Campionato europeo Under-17: 1

2018 (4 gol)